# Arnold Vanderlyde
Arnold Vanderlyde (* 24. Januar 1963 in Sittard als Arnold Petrus Maria Vanderlijde) ist ein ehemaliger niederländischer Boxer im Schwergewicht. Er gewann 1984, 1988 und 1992 jeweils eine olympische Bronzemedaille, wurde 1986 und 1991 Vize-Weltmeister, sowie 1987, 1989 und 1991 Europameister.
1991 wurde er zu Niederlands Sportler des Jahres gewählt.

## Karriere
Arnold Vanderlyde begann 1979 in Munstergeleen (Provinz Limburg) mit dem Boxsport und war bereits 1982 Viertelfinalist im Halbschwergewicht bei der Junioren-Europameisterschaft in Schwerin.
Bei den Erwachsenen boxte er im Schwergewicht und nahm an der Europameisterschaft 1983 in Warna teil, wo er im Viertelfinale gegen Alexander Jagubkin ausschied. Bei den Olympischen Sommerspielen 1984 in Los Angeles gewann er gegen Egerton Forster und Georgios Stefanopoulos, ehe er im Halbfinale gegen Willie deWit unterlag und damit eine Bronzemedaille erkämpft hatte. Es handelte sich um den ersten olympischen Medaillengewinn eines niederländischen Boxers seit der Goldmedaille von Bep van Klaveren 1928 im Federgewicht.
Sein nächster Erfolg war der Gewinn einer Bronzemedaille bei der Europameisterschaft 1985 in Budapest, nachdem er im Halbfinale gegen Gyula Alvics verloren hatte. Zudem nahm er an der Weltmeisterschaft 1986 in Reno teil und kämpfte sich unter anderem gegen Magne Havnå und Michael Bentt bis in das Finale vor, wo er gegen Félix Savón unterlag und Vize-Weltmeister wurde.
1987 gewann er die Goldmedaille bei der Europameisterschaft in Turin und bezwang dabei unter anderem Swilen Rusinow und Ramsan Sebijew. Es war der erste niederländische EM-Titelgewinn eines Boxers seit 1947, als Hennie Quentemeijer den Titel im Halbschwergewicht gewonnen hatte. Darüber hinaus gewann er beim Weltcup desselben Jahres in Belgrad die Silbermedaille, nachdem er im Finale wieder gegen Félix Savón unterlegen war.
Bei den Olympischen Sommerspielen 1988 in Seoul besiegte er Henry Akinwande und diesmal auch Gyula Alvics, ehe er im Halbfinale gegen Ray Mercer verlor und erneut eine Bronzemedaille gewann.
1989 gewann er Gold bei der Europameisterschaft in Athen, nachdem er sich siegreich gegen Jewgeni Sudakow, Andrzej Gołota und Axel Schulz durchgesetzt hatte. Bei der Weltmeisterschaft desselben Jahres in Moskau verlor er hingegen im Achtelfinale wieder gegen Félix Savón.
1991 setzte er sich bei der Europameisterschaft in Göteborg unter anderem gegen Željko Mavrović, Jewgeni Sudakow und Georgios Stefanopoulos durch und wurde zum dritten Mal Europameister, zudem gewann er bei der Weltmeisterschaft desselben Jahres in Sydney erneut Silber; nach Siegen gegen David Izon, José Ortega und Chae Sung-bae, war er wieder gegen Félix Savón unterlegen.
Den Abschluss seiner Karriere bildete die Teilnahme an den Olympischen Sommerspielen 1992 in Barcelona, wo er sich mit Siegen gegen Emilio Leti, Chae Sung-bae und Paul Douglas, sowie einer Halbfinalniederlage gegen Félix Savón, seine dritte olympische Bronzemedaille sicherte.
Insgesamt bestritt er 254 Kämpfe, von denen er 233 gewann.

## Sonstiges
Sein Vater stammt aus dem südamerikanischen Suriname und war im Alter von 18 Jahren in die Niederlande ausgewandert, wo er in Rotterdam Krankenpflege studierte und in einem Krankenhaus in Delft die in Rotterdam geborene Mutter von Arnold kennenlernte. Das Paar zog in die Provinz Limburg und hatte zwei Töchter und vier Söhne, darunter Arnold, das zweitjüngste Kind.
Arnold Vanderlyde studierte Sportmanagement an der Universität Groningen und trat nach seiner aktiven Karriere als Motivationsredner, in Workshops und Schulungen zum Thema Spitzensport und Business auf. 2001 wurde er vom Vorstand des niederländischen Boxverbandes zum Beauftragten für olympisches Boxen ernannt. Im Jahr 2009 veröffentlichte er das Buch Fighting for Success.
Er ist verheiratet und Vater von zwei Kindern.